# Козійчук Сидір Онуфрійович
Си́дір Ону́фрійович Козійчу́к (8 серпня 1912 , Крилів, Дубенський повіт, Волинська губернія, Російська імперія  — 30 червня 1941 , Дубно, Ровенська область, Українська РСР, СРСР ) — український державний діяч, голова виконавчого комітету Дубненської міської ради депутатів трудящих. Делегат Народних Зборів Західної України. Депутат Верховної Ради УРСР першого скликання (1940–1941).

## З біографії
Народився 8 серпня 1912 року в селі Крилів (за іншими відомостями — в селі Грушвиця), тепер Дубенський район, Рівненська область, Україна.
У 16 років вступив до комсомолу Західної України, з 1932 року член КПЗУ. Член Варковицького районного комітету КПЗУ. За революційну діяльність у березні 1938 року був заарештований і засуджений на 14 років в'язниці. Звільнений у вересні 1939 року Червоною армією. У 1939 році був депутатом Народних Зборів Західної України. З кінця 1939 року працював у Дубенському повітовому виконкомі.
З 26 лютого 1940 року — заступник голови, з 26 березня 1941 року — голова виконавчого комітету Дубненської міської ради депутатів трудящих.
24 березня 1940 року обраний депутатом Верховної Ради УРСР першого скликання по Дубновському виборчому округу Ровенської області.
25 червня 1941 року потрапив у полон до німців біля села Привільне на Луцькому повороті. Один з обвинувачуваних у розстрілах у Дубенській в'язниці 25 червня 1941 року. 30 серпня 1941 року розстріляний німцями в Дубно
Був похований біля західної старої стіни Дубенської в'язниці. Зараз Дубенська в'язниця оточена новим муром, тому місце поховання, можливо, знаходиться на самій території в'язниці. 1944 року перепохований у братській могилі № 10 на Дубенському військовому кладовищі.
До 1992 року на честь Козійчука в місті Дубно були названі Конторська вулиця та Конторський провулок.